# Barada (Nebraska)
Barada je selo u američkoj saveznoj državi Nebraska. Prema popisu stanovništva iz 2010. u njemu je živjelo 24 stanovnika.